# ليكفيو تيراس
ليكفيو تيراس (بالإنجليزية: Lakeview Terrace)‏ هو فيلم إثارة أمريكي صدر في 2008، والفيلم من إخراج نيل لابيوت، ومن كتابة دايفد لوغري و‌هاورد كوردر، وشارك ويل سميث في إنتاجه. الفيلم من بطولة صامويل جاكسون، و‌باتريك ويلسون، و‌كيري واشنطن.

## طاقم التمثيل
- صامويل جاكسون
- باتريك ويلسون
- كيري واشنطن

## الميزانية والإيرادات
بلغت تكلفة إنتاج الفيلم حوالي 20 مليون دولار بينما حقق أرباحا تقدر بـ 44,653,637 دولار.

## روابط خارجية
- ليكفيو تيراس على موقع IMDb (الإنجليزية)
- ليكفيو تيراس على موقع ميتاكريتيك (الإنجليزية)
- ليكفيو تيراس على موقع روتن توميتوز (الإنجليزية)
- ليكفيو تيراس على موقع نتفليكس (الإنجليزية)
- ليكفيو تيراس على موقع قاعدة بيانات الأفلام العربية
- ليكفيو تيراس على موقع ألو سيني (الفرنسية)
- ليكفيو تيراس على موقع Turner Classic Movies (الإنجليزية)
- ليكفيو تيراس على موقع أول موفي (الإنجليزية)
- ليكفيو تيراس على موقع بوكس أوفيس موجو (الإنجليزية)
- ليكفيو تيراس على موقع فيلمافينيتي (الإسبانية)